# Wissadula wissadifolia
Wissadula wissadifolia är en malvaväxtart som först beskrevs av Gris., och fick sitt nu gällande namn av A. Krapovickas. Wissadula wissadifolia ingår i släktet Wissadula och familjen malvaväxter. Inga underarter finns listade i Catalogue of Life.